# Fryksdalsbanan

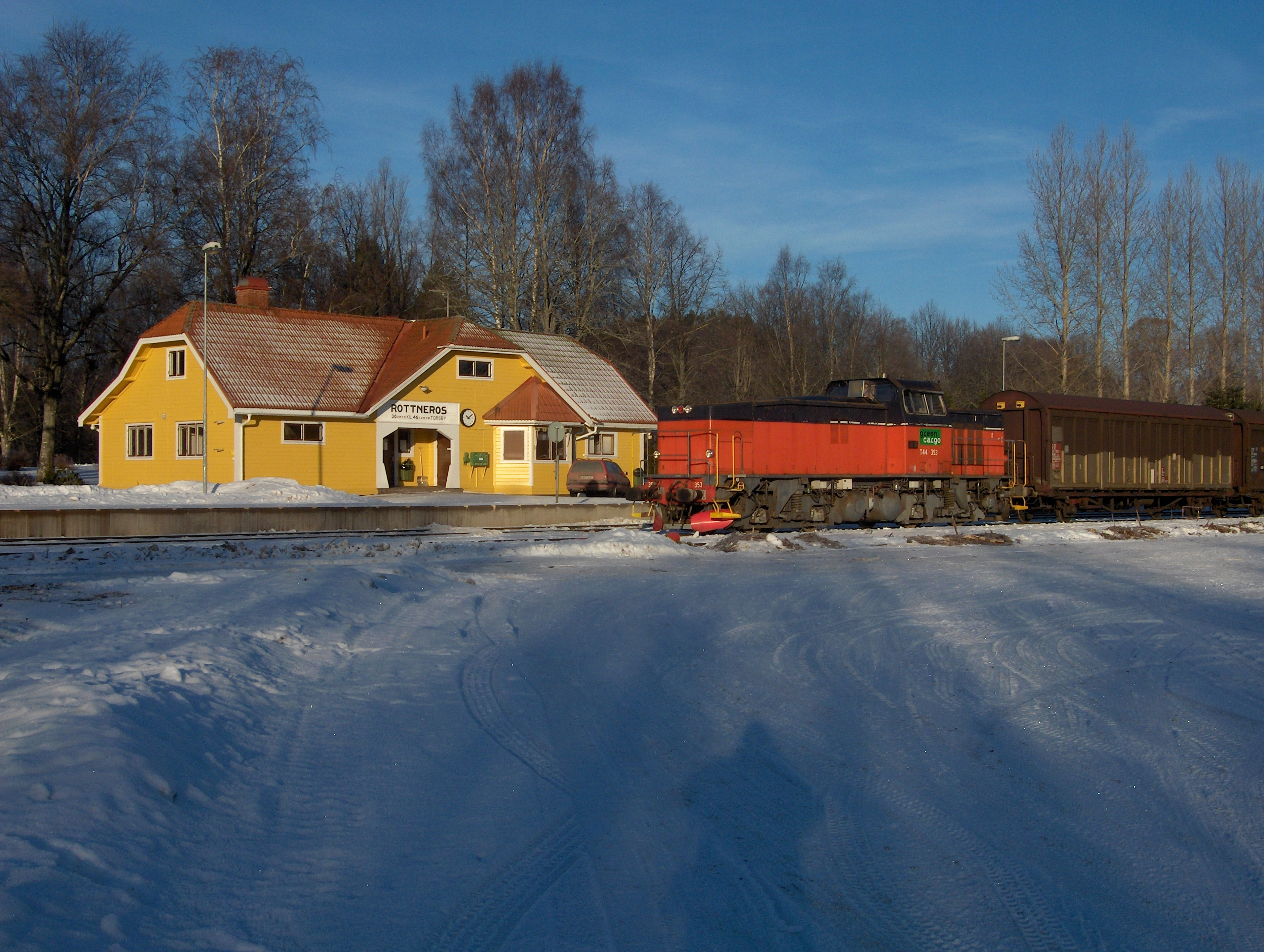
Godståg vid Rottneros

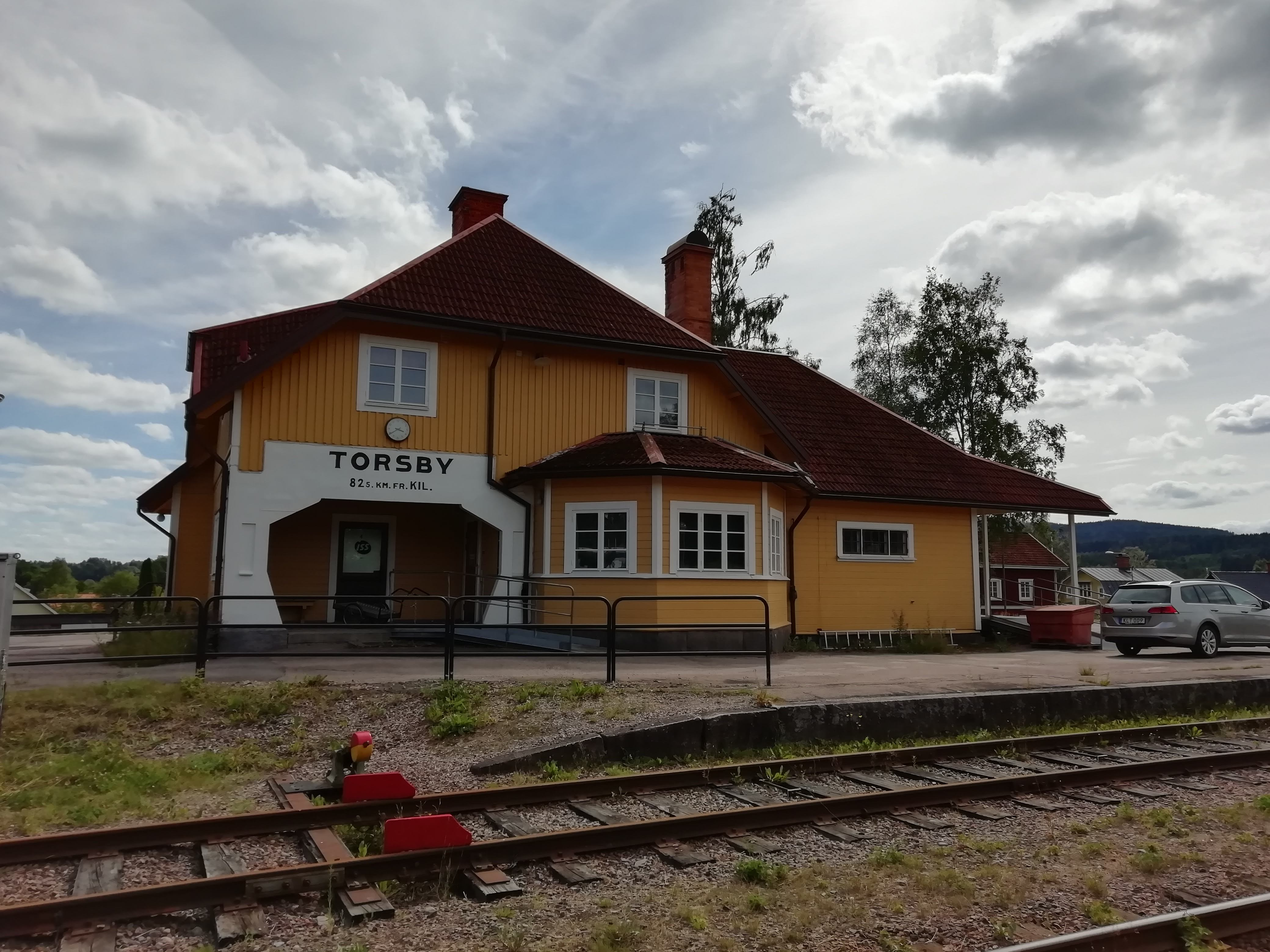
Torsby station är ändhållplats på Fryksdalsbanan.

Fryksdalsbanan är en järnvägslinje i Sverige mellan Torsby och Kil via Sunne (i Fryksdalen). 
Sträckan Kil - Torsby är 82 km. Fryksdalsbanan består av ett oelektrifierat enkelspår och saknar fjärrstyrd trafikstyrning. Persontågen tar cirka 1 timme och 11 min längs denna sträcka. Förbättringar i spårkvaliteten pågår, för närvarande varierar hastigheten på banan mellan 50 och 90 km/tim.
Fryksdalsbanan är trots sitt enkla trafikstyrningssystem vältrafikerad och har årligen 300 000 passagerare. Trafiken på Fryksdalsbanan har ökat och det finns idag inte möjlighet att erbjuda fler tåglägen under högtrafik. Det går 12 turer per riktning mellan Sunne och Karlstad C, via Kils station.
Fryksdalsbanan går till stor del längs Frykensjöarna och blev under 2006 framröstad till Sveriges näst vackraste järnvägssträcka, efter Torneträsk-Riksgränsen på Malmbanan.

## Historik
Järnvägen byggdes under perioden 1910-1915 av det enskilda järnvägsbolaget Kil-Frykdalens Järnvägsaktiebolag, som bildades 1909. Göteborgsarkitekten Yngve Rasmussen svarade för stationshusens utformning. 
Fryksdalsbanans södra del Kil-Sunne öppnades för trafik den 2 augusti 1913.
Den norra delen, Lysvik-Torsby, öppnades för trafik den 10 februari 1915.
Banan förstatligades 1948. Bansträckningen är i princip oförändrad från 1915.

## Förbättringar på 2000-talet

### Förbättringar 2006-2009
Under 2006 togs nya Itino motorvagnar i trafik på Fryksdalsbanan, som ersatte föregångaren Y1. Godstrafiken, mestadels timmer och annan träråvara, är numera delvis återupptagen efter att tidigare ha varit nedlagd sedan 1992.
I augusti 2008 installerades en ny fast järnvägsbro i Sunne över Frykensundet, som ersättning för en ursprungligen horisontellt svängbar bro.

### Förbättringar 2010-2013
Vintern 2010 fick Fryksdalsbanan stängas i sex veckor på grund av tjällossningsproblem. Under 2011 vidtogs därför ett flertal åtgärder, bl.a. dränering, dikning, dikesrensning, isolering med cellplast och lättklinker på ett antal utpekade problemställen. Framförallt avvattningsåtgärder fortsatte Trafikverket utföra under 2012. Vidare satsade Trafikverket på att höja bärigheten på banan under 2011 och 2012.
Utöver detta genomfördes ett antal större åtgärder på Fryksdalsbanan:
- Driftplats Lysvik (Lyv): Byte till ställverk som möjliggör tågmöten med 350 meter långa tåg. Åtgärden gjorde att kapaciteten dubblerades på sträckan Sunne-Torsby.

Totalt satsades ca 110 miljoner kronor i förbättringar av Fryksdalsbanan under 2011 och 2012. Det fanns i den nationella planen för 2010-2021 inte någon finansiering för upprustning av Fryksdalsbanan. Trafikverket lyckades lösgöra resurser genom att omfördela bärighetsmedel från väg till järnväg, vilket var första gången någonsin. Den finansiella lösningen kom till stånd tack vare gott samarbete med Region Värmland samt berörda kommuner och företag.

### Samhällskritik beträffande löpande underhåll 2014-2015
Under 2015 genomförde SVT:s regionala reportrar en undersökning av hur skötseln av det löpande underhållet sköts av den ansvariga myndigheten Trafikverket. Resultatet visade ruttna sliprar, räls som hänger i luften, lösa spikar och risk för urspårning.
Brister i underhållet är ett hot mot regional utveckling utefter Fryksdalsbanans sträckning, enligt VD för Värmlandstrafik Lars Bull.

### Förbättringar 2014-2017
Hösten 2014 startade Trafikverket kapacitets- och säkerhetshöjande åtgärder på Fryksdalsbanan. Syftet är att höja hastigheten och öka trafiksäkerheten, primärt vid plankorsningar. 
Uppdraget att upprätta förfrågningsunderlag och bygghandlingar inklusive byggplatsuppföljning för säkerhets- och kapacitetshöjande åtgärder gick till Rejlers i samarbete med Reinertsen Sverige.
- Etapp 1. 41 km, från Kil till Sunne, består av 105 plankorsningar, 6 km ny väg och ett antal snäva kurvor. Analys genomfördes under hösten 2014 till och med våren 2015 genom platsbesök. Projekteringsarbetet och ritningar togs fram under 2015 och byggarbetet beräknas vara färdigt sommaren 2020.[13][4]

- Etapp 2 41 km, från Sunne till Torsby, består av 118 plankorsningar, 3,7 km ny väg och ett antal snäva kurvor. Analys genomfördes under hösten 2014 till våren 2015 genom platsbesök. Projekteringsarbetet startade 2016, och arbetet beräknas vara slutfört 2022.[13][4]

Under 2014 tog VD för Länstrafikbolaget Värmlandstrafik upp diskussion i Sveriges Radio om Fryksdalsbanan bör elektrifieras till år 2025 samt en största hastighet på 160 km/tim på banan.

## Astrid Lindgrens stöd mot nedläggning av Fryksdalsbanan 1981
Fryksdalsbanan var under början av 1980-talet nedläggningshotad. Sommaren 1981 skrev författaren Astrid Lindgren sitt berömda brev om "världens vackraste järnvägssträcka" och vad den hade betytt för henne. En vinterdag i januari 1971 satt hon en tidig morgon på tåget mellan Torsby och Kil. När hon tittade ut genom tågfönstret och såg solen gå upp över Frykensjöarna fick hon inspiration att skriva boken om bröderna Lejonhjärta. "Aldrig skulle det ha gått så om jag hade färdats med buss. Släpp inte fram bussarna, behåll järnvägen!" 